# San Fernando, Cádiz

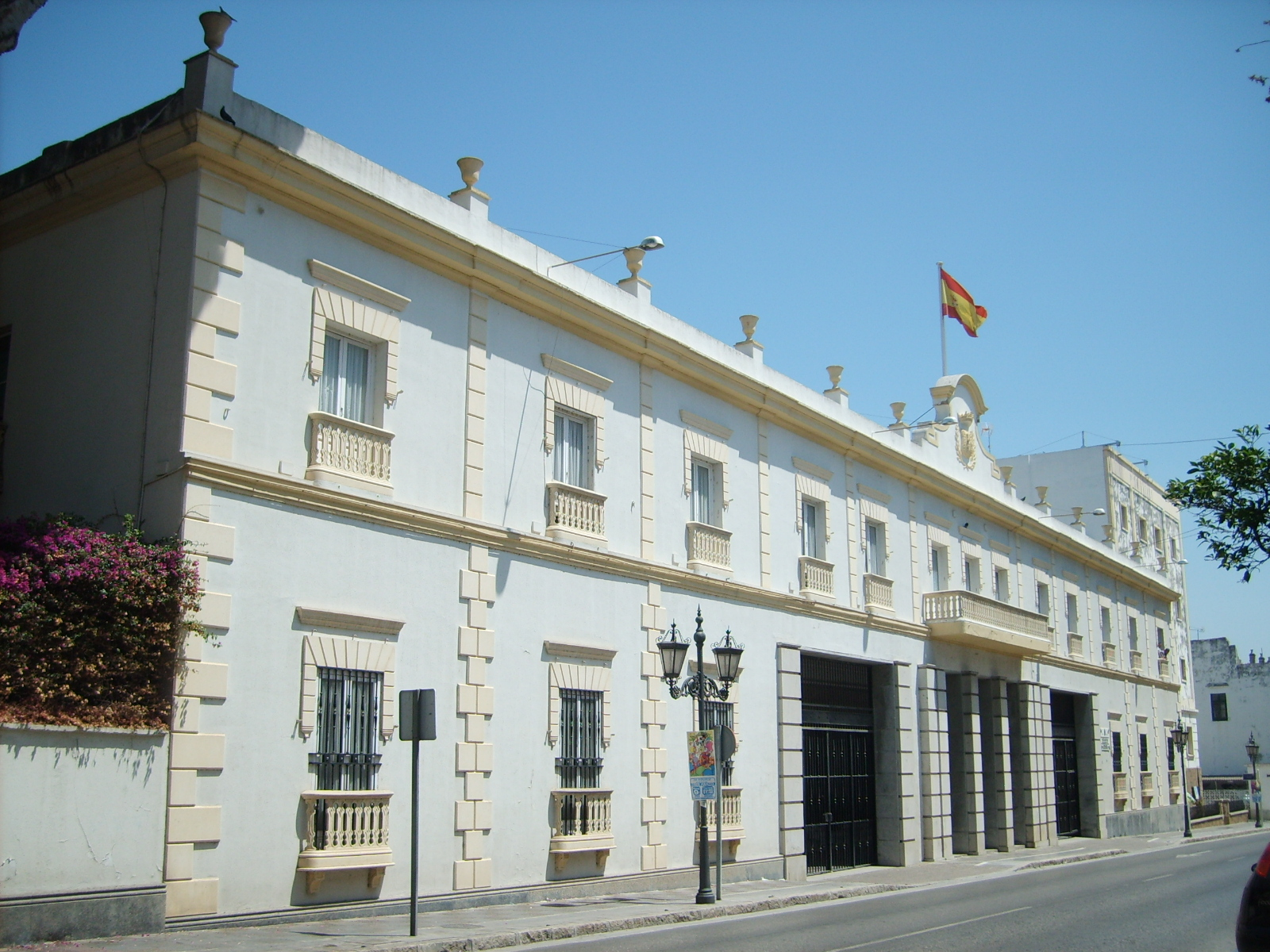
Sediul local al armatei

San Fernando este un municipiu în provincia Cádiz, Andaluzia, Spania.
1. ↑   http://www.sanfernando.es/ayto/ Lipsește sau este vid: |title= (ajutor)
2. ↑   http://www.sanfernando.es/ayto/visor.asp?hidOptNav=217 Lipsește sau este vid: |title= (ajutor)